# Persil

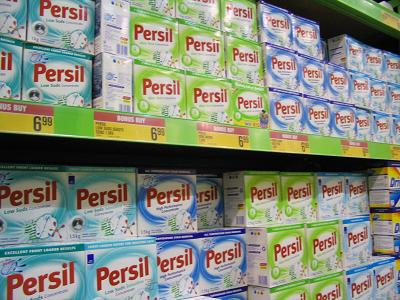
De Unilevervariant van Persil in een supermarkt in Nieuw-Zeeland

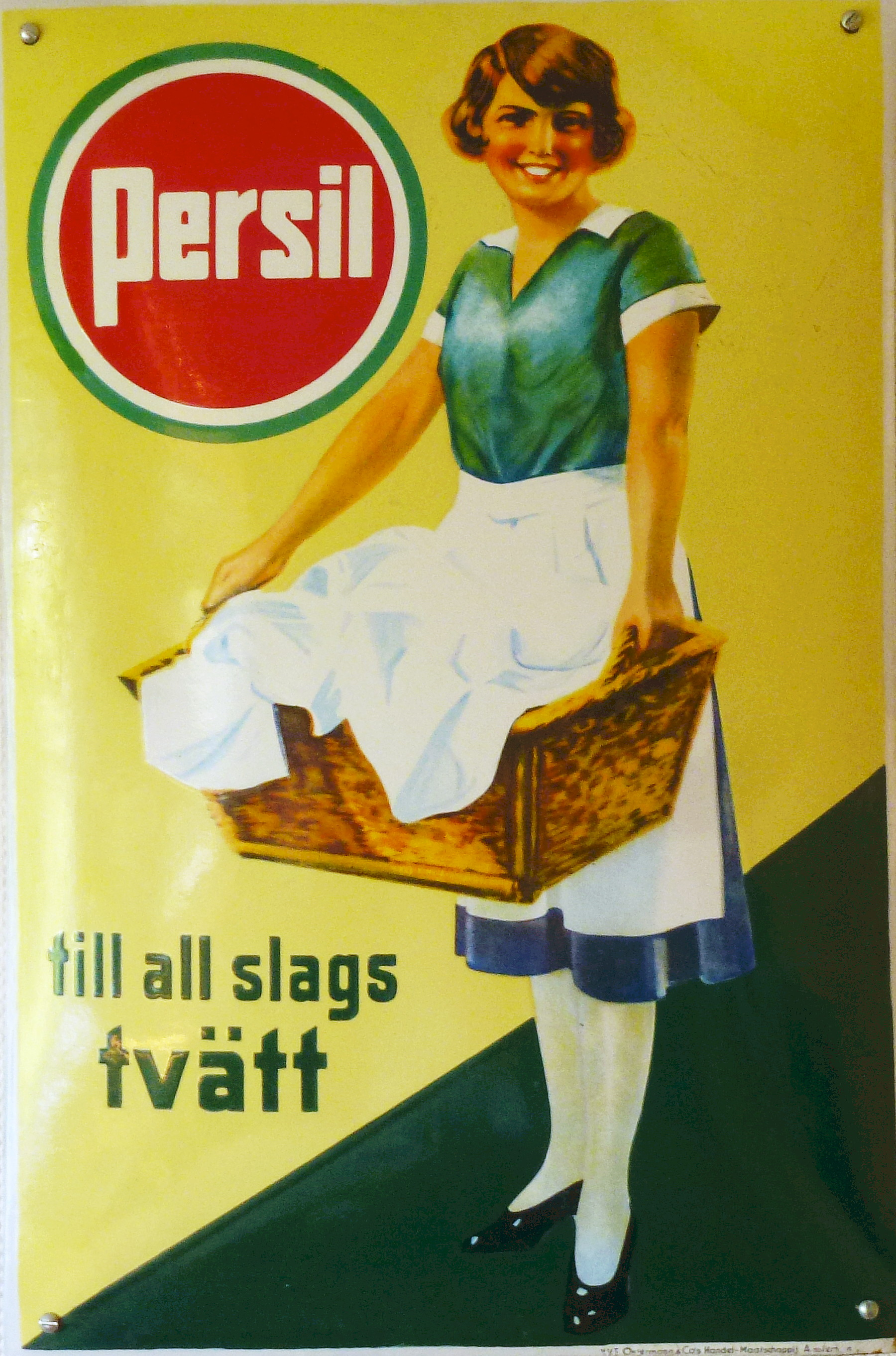
Historische reclameuiting

Persil is de merknaam voor een groep van wasmiddelen die het Duitse chemieconcern Henkel KGaA sedert 1907 verkoopt.

## Geschiedenis
De naam is afkomstig van de twee voornaamste ingrediënten in de oorspronkelijke samenstelling van het product: per van perboraat (meer bepaald natriumperboraat) en sil van silicaat (meer bepaald natriumsilicaat). Het perboraat werd betrokken van de producent Degussa. Het is een bleekmiddel dat bij het koken van de was actieve zuurstof vrijgeeft. Persil kende een zodanig succes dat Henkel uitgroeide tot de belangrijkste klant van Degussa.
Het product werd in de loop der jaren verder ontwikkeld en aangepast aan de noden van de tijd zoals het gebruik van trommelwasmachines, en de introductie van synthetische vezels:
- natriumfosfaat (1965);
- enzymen (1970) voor een verbeterde waskracht;
- corrosie-inhibitor om het roesten van de wastrommel te vertragen (1973);
- fosfaatvrije Persil (1986); het milieubelastende fosfaat werd vervangen door een zeoliet;
- vloeibaar Persil (1987), met een hoger gehalte aan oppervlakte-actieve stof om ook efficiënt wassen bij lagere temperatuur (60 °C) mogelijk te maken;
- Persil Color (1991) werd speciaal ontwikkeld voor de "bonte was" bij 40 tot 60 °C; het bevat geen bleekmiddel, maar polyvinylpyrolidon, dat de verkleuring tegengaat;
- Persil Megaperls (1994): in plaats van in poedervorm is het wasmiddel nu geconcentreerd in gel-"parels";
- Persil Tabs (1998), tabletten die men eenvoudig in de wasmachine kan plaatsen;
- Persil Sensitive (1999), speciaal ontwikkeld voor mensen met een gevoelige huid of onderhevig aan allergie;
- Persil Liquids (2002): een vloeibaar wasmiddel in voorverpakte dosissen (capsules) die men eenvoudigweg in de wasmachine kan leggen. Het wasmiddel is verpakt in afbreekbaar folie dat reeds bij lage temperatuur volledig afbreekt;
- Persil Eco Power (2010): een vloeibaar wasmiddel waarbij de oppervlakte-actieve stoffen afbreekbaar en van plantaardige oorsprong zijn. Hierbij wordt palmpitolie gebruikt. Het wasmiddel is reeds actief vanaf 20 °C.

## Unilever verkrijgt verkooprechten
In 1932 kocht Unilever het recht om Persil te verkopen in een aantal landen, zoals in het Verenigd Koninkrijk en Ierland. Persil is in beide landen marktleider en is qua samenstelling verwant aan het Nederlandse Omo, dat eveneens door Unilever geproduceerd wordt.
Ook in Frankrijk wordt Persil geproduceerd door Unilever. Hier is het echter niet het hoofdmerk van Unilever. Dit is het merk Skip. Skip is verwant aan het Nederlandse Omo. Unilever produceert in Frankrijk ook het merk Omo, maar dat is meer het equivalent van het Nederlandse Sunil.

## Trivia

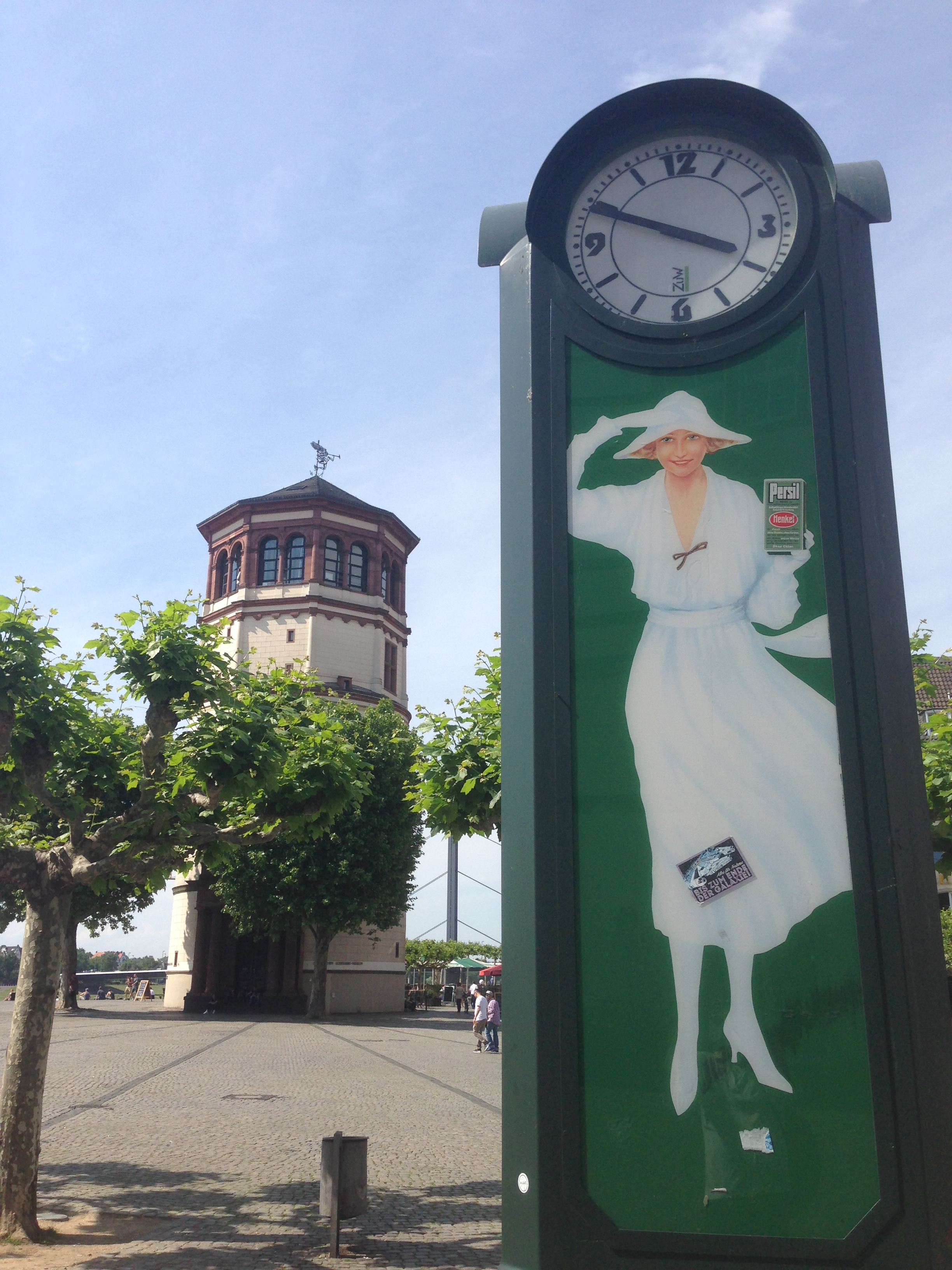
Persiluhr te Düsseldorf

- In 1931 kwam te Jutphaas op de plek van de vroeger Veevoederfabrief van Cockuyt aan de Doorslag de Persil-fabriek te zitten,[3] sinds 1991 Henkel-Ecolab.[4] Het dorp Jutphaas is samen met Wijkersloot is een wijk in Nieuwegein met de naam Jutphaas-Wijkersloot geworden.[5] In 2023 sloot Ecolab de fabriek in Nieuwegein en wordt het terrein heringericht.[6]
- Het komisch duo Snip en Snap, bestaande uit Willy Walden en Piet Muijselaar, maakten in 1938 een reclameplaatje voor Persil te Jutphaas. Louis Davids was hen daarin in 1932 al voorgegaan.[7]
- In Duitsland zijn vanaf 1928 in verscheidene steden op kosten van de Persil-fabrieken openbare staande klokken met Persil-wasmiddelreclame, Persiluhren, geplaatst. Al spoedig werden dit geliefde ontmoetingsplekken. Een aantal van deze klokken staan er nog en hebben de status van industrieel erfgoed. In Lünen zijn een bushalte en een hotel vernoemd naar een Persiluhr.
- Zie voor het Duitse begrip Persilschein (witwas- of vrijbrief) onder: denazificatie.